# Johann Jakob Reiske
Johann Jakob Reiske (Zoerbig, 25 dicembre 1716 – 14 agosto 1774) è stato un filologo classico, orientalista e numismatico tedesco.
Nato in Sassonia, studiò a Lipsia, e andò a Leida per studiare l'arabo. In seguito studiò medicina, e ottenne un dottorato nel 1746. Diventò professore di filosofia a Lipsia nel 1747, d'arabo nel 1748, e rettore del collegio di San Nicolao nel 1758.
Ha scritto molto sulla letteratura e la storia orientale, di cui venne pubblicato:
- Abulfeda annales moslemici, 1754
- Storia degli Arabi, postuma nel 1789

È conosciuto soprattutto per le considerevoli edizioni di opere latine e greche. Ha pubblicato:
- Constantini Porphyrogeniti libri II. de ceremoniis aulae Byzant. (Lipsia, 1751-66), vol. iii. (Bonn, 1829)
- Animadv. ad Graecos auclores (5 voll., Lipsia, 1751-66)
- Oratorum Graec. quae supersunt (8 voll, Lipsia, 1770-73)
- App. crit. ad Demosthenem (5 voll., Lipsia, 1774-75)
- Maximus Tyr. (Lipsia, 1774)'
- Plutarchus (Lipsia, 1774-79)
- Dionys Halic. (6 voll., Lipsia, 1774-77)
- Libanius (4 voll., Altenburg, 1784-97).

Sua moglie, Ernestine-Christine Muller, sapeva il latino e il greco e lo aiutava nel suo lavoro: fu lei a completare dopo la sua morte molte opere lasciate incompiute, tra cui l'edizione di Libanio, 1787, e continuò le Memorie che lui aveva scritto sulla propria vita.